# 14965 Bonk
14965 Bonk este un asteroid din centura principală de asteroizi.

## Descriere
14965 Bonk este un asteroid din centura principală de asteroizi. A fost descoperit pe 24 mai 1997 la Bornheim de Norbert Ehring. El prezintă o orbită caracterizată de o semiaxă mare de 2,44 ua, o excentricitate de 0,20 și o înclinație de 14,5° în raport cu ecliptica.